# Клис
Клис (хорв. Klis) — малый город в Сплитско-Далматинской жупании Хорватии. Главной достопримечательностью города является старинная крепость.

## История
Первыми укреплённые поселения в районе современного Клиса начали строить далматы — одно из иллирийских плёмен. Во время четвертой далматской войны (34 −33 годы до н. э.) римляне захватили город Соетовио (Soetovio), который был тогда столицей далматов (после захвата предыдущих столиц). Этот город находился на месте современного Клиса.
В первых письменных упоминаниях крепость обозначена как римская крепость Kleisa, которую атакуют аварские и славянские племена. Римская империя потеряла Далмацию, и к VII веку в Клисе уже жили хорваты. В IX веке Клис стал одним из центров хорватского государства. Крепостью владел князь Трпимир I, основатель династии Трпимировичей. Крепость держала под контролем торговые пути между прибрежными городами Хорватии и её внутренними районами, а также Боснией.
В XVI веке крепость стала на пути османского вторжения на Балканы. 25 лет защитники крепости отражали нападения османов, пока 12 марта 1537 года не погиб командир гарнизона капитан Петар Кружич. После этого османы взяли Клис и владели им 111 лет. При этом Сплит оставался владением Венеции. Река Ядро стала границей между османской территорией и владениями Венеции. Венецианцы не раз пытались захватить Клис, но это им не удавалось.
Только 31 марта 1648 года во время Критской войны венецианская армия под командованием Леонардо Фосколо при поддержке хорватов взяла Клис. Через несколько лет османы попытались вернуть себе Клис, но потерпели поражение.
До 1797 года Клисом владели венецианцы, которые значительно расширили крепость. По Кампо-Формийскому миру Клис, как и всю Далмацию, получила Габсбургская монархия. До 1918 года Далмация входила в состав Австро-Венгрии. В этот период вблизи Клиса были построена гидроэлектростанция и новые дороги.
Во время Второй мировой войны Клисская крепость была сильно разрушена.
В настоящее время крепость частично восстановлена и является популярным туристическим объектом.